# Hybodus
Hybodus ist eine ausgestorbene Gattung haiähnlicher Knorpelfische aus der Ordnung der Hybodontiformes. 

## Merkmale

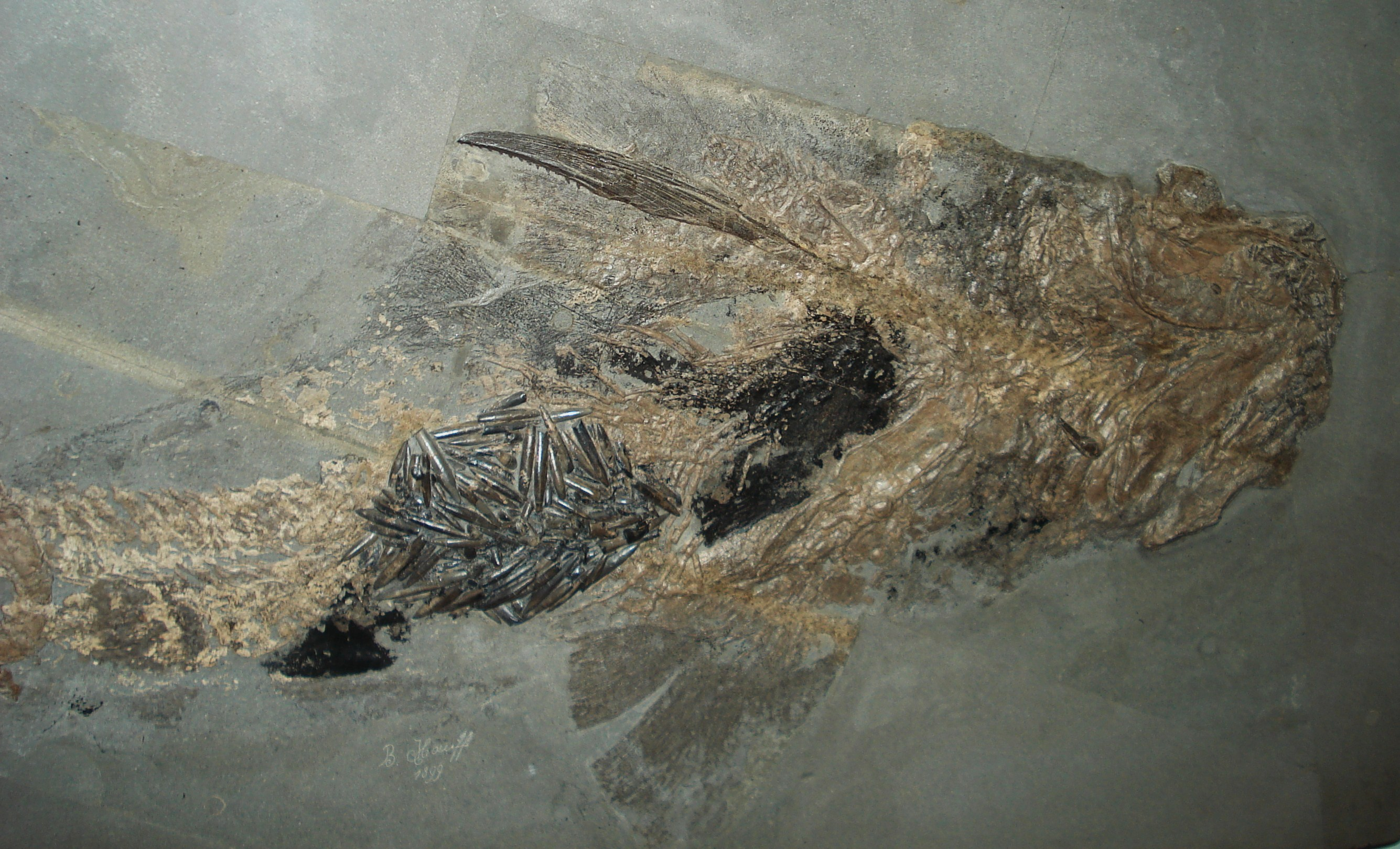
Hybodusfossil mit Belemnitenrostren in der Magengegend im Staatlichen Museum für Naturkunde Stuttgart

Es waren großwüchsige, teilweise über 2,5 Meter lange Raubfische, die sich von Fischen und Kopffüßern ernährten. Der Kopf war groß und stumpf, der Körper massig. Der obere Lobus der heterocerken Schwanzflosse war lang ausgezogen, der untere Lobus verhältnismäßig klein. Vor jeder der zwei Rückenflossen befand sich ein kräftiger Stachel. Die Brustflossen waren lang. Hinter den Augen trugen die Männchen hakenförmige Kopfstacheln. Die Zähne hatten eine breite Basis, mit einer Haupt- und mehreren Nebenspitzen. In der Maulspitze saßen kleinere Greifzähne. Erste fossile Zähne von Hybodus wurden 1845 in England gefunden.